# Пјер Жозеф Прудон
Пјер Жозеф Прудон (фр. Pierre-Joseph Proudhon;  Безансон, 15. јануар 1809 — Париз, 19. јануар 1865) је био француски социјалиста, економиста и социјални филозоф који се сматра једним од првих анархистичких мислилаца (био је први мислилац који је себе назвао анархистом). Многи сматрају Прудона „оцем анархизма“. Прудон је постао члан Француског парламента након Револуције 1848. године, након чега је себе називао федералистом. Прудон је слободу којој је тежио описао као „синтезу комунизма и својине“. Неки сматрају да је његов мутуализам део индивидуалистичког анархизма док га други сматрају делом социјалног анархизма.

## Биографија
Пјер Жозеф Прудон се родио у Безансону, Француска, 1809. године. Као син пропалог ситног сељака који након ликвидације поседа (прогутала га је хипотека) почиње да се бави прављењем бачви, целог живота је осећао носталгију за изгубљеним имањем. Проудон се није помирио са пропадањем тог социјалног слоја који живи искључиво од свог рада, тако да је целог живота изграђивао идеју која ће сиромашнима омогућити социјалну равноправност.
У свом памфлету “Шта је власништво?” Прудон је осудио злоупотребу концентрисане економске моћи и приватно власништво. Ту је изрекао своју чувену тврдњу „Власништво је крађа“. Његове теорије учиниле су га популарним мислиоцем, и био је изабран у конститутивну скупштину после револуције 1848. У скупштини његов предлог за прикупљање антивласничког пореза на станарине и камате је одбачен. Такође је покушао да оснује народну банку у којој би били давани бескаматни кредити.
7. фебруара 1848. објавио је први анархистички часопис “Le Representant du Peuple”. Он каже да ослобођење радничке класе може остварити само радничка класа сама, без помоћи власти. Часопис је продат у 40.000 примерака.
Прудон је био затворен од 1849. до 1852. због критиковања Луја Наполеона. После пуштања из затвора живео је у егзилу у Белгији. Након што је помилован 1862. вратио се у Француску слабог здравља и умро је 19. јануара 1865.
Његове мисли су утицале и на Бланкија и Лафаржа, а у време Прве интернационале његова идеја је била најјача. После конгреса у Бриселу 1868. његов утицај у Интернационали опада. У радничком покрету Француске, марксизам је потиснуо прудонизам тек стварањем Француске радничке партије 1879, а са поразом париске комуне, поражен је и прудонизам.

## Социјална филозофија
Прудон сматра да друштво и односе у њему треба уредити према људској природи. Врховни принцип човекове природе јесте правда и зато је она не само основа за вредновање садашњости и будућности већ и принцип на коме се треба организовати нови поредак. На социјалном плану, правда је нешто више од “интереса и рачуна”, она је снага душе која остварује право; основ људског друштва, друштвене кохезије и заједничког живота. Правда не проистиче из споља наметнутог ауторитета, нити из друштва и односа у њему. Бит човека и његове друштвености је у њему самом. Друго битно својство човека је рад, који је такође непроменљив и вечан. Правда и достојанство су у нама самима. Спознаја, поштовање и одбрана достојанства у себи самоме и у другоме јесте правда. Правда се остварује преко разума. Темељна претпоставка правде је слобода и то таква да индивидуа поштује достојанство других људи и да поштује принципе солидарности у друштвеном животу.

## Мутуализам
Прудонов мутуализам (узајамност) је поредак који произилази из индивидуалне воље, рада и разума. Једини принцип тог поретка је слободни појединац, а он је пак слободан само ако спозна праву природу и ако поступа у складу са њом. Та слобода је неспојива са било каквим ауторитетом, насиљем, угњетавањем и не може да постоји тамо где постоји неједнакост. Једнакост произилази из правде, из урођених особина људи, из идентичности разума и тежње за очувањем достојанства. Она се огледа у праву појединца да располаже целокупним производом свога рада, тј. суштина једнакости је у социјалној слободи човека као приватног власника, приватног произвођача тј. приватног индивидуума.
Узајамно поштовање интереса и достојанства - поштовање за поштовање, јемство за јемство, услуга за услугу тј. мутуализам, јесте једнакост. Проудон каже да садашњи поредак није поредак правде, слободе и једнакости већ поредак општег и прогресивног зла. Он сматра да Француска револуција није успела јер је економска структура друштва остала недирнута, политика је надвладала економију, стврајући противречности између рада и ауторитета, слободе и поретка тј. политичке економије и политике. Смисао политике није у домену политике (промена власти), већ у домену социјалне економије. Политичка конституција почива на ауторитету, суверенитету и насиљу над појединцима. Тражити њену бит је бесмислено јер је ауторитет, као и божанство, ствар вере, а не спознаје.

## Критика државе
Према Прудону, политички принцип, Држава, изграђен је на следећим догмама: првобитна поквареност људске природе, битна неједнакост живота, вечни карактер супротности и ратова и фаталност беде. Из ових догми нужно следе: неопходност Државе тј. покорност, резигнација и вера. Одатле произилази подела народа на касте и класе, које су једна другој подређене, сврстане и поређане у пирамиду на чијем се врху налази власт; административна централизација; правосудна хијерархија, полиција и верски ритуали. Тај систем владе-државе-политичке конституције има за циљ: просвећивање и оправдање покорности грађана Држави; покорност сиромашног човека богатом; радника паразиту; лаика свештенику, итд. Прудон тврди да је Држава организам за одржавање неједнакости, потчињавање и угњетавање људи. Она је зато препрека за стварање праведног поретка. Није довољно само рећи то да је Држава зло већ и то да зло треба уклонити и треба дати одговор на питање како то учинити. Проудон сматра да су избори обична лакрдија, директно законодавство и директна управа су илузије у постојећем систему. Ако се стари поредак заснива на ауторитету и вери тј. утемељен је по божанском праву, нови је заснован по људском праву тј. на спонтаној делатности индустрије сагласно са друштвеним и индивидуалним разумом.

## Визија новог друштва
Проудон је замишљао друштво у ком би људска етичка природа и смисао за моралну одговорност били тако развијени да би власт, која би регулисала и штитила друштво, била непотребна. Проудон је одбијао коришћење силе у наметању било ког система људима. У идеалном стању друштва, што је он називао анархијом, људи би се понашали на одговоран и етички начин, по својој слободној вољи.
У Прудоновом социјалном учењу политички поредак је поредак закона а економски је поредак уговора. Поредак уговора би требало да замени поредак закона на следећи начин: уместо влада – индустријска организација, уместо закона - уговори, уместо политичке власти - економске снаге, уместо старих класа грађана - категорије и функције пољопривреде, индустрије, трговине, итд, уместо јавне снаге - колективна снага, уместо војске - индустријска удружења, уместо полиције - истоветност интереса, уместо политичке - економска централизација. То је поредак без функционера, интелектуална централизација економских снага. Нови поредак би требало да буде заснован на органској вези слободних и суверених индивидуалних воља који се остварује преко хармоније њихових интереса, а не преко насилне централизованости коју спроводи Држава. Тиме се укидају класе а спорови између слободних појединаца се решавају споразумно а не бунама, револуцијама и насиљем.

## Дела
- (Шта је својина?)
- (Филозофија беде)
- (Рат и мир)
- (Принципи федерализма)
- (Теорија својине)